# Jerko Leko
Jerko Leko (Zágráb, 1980. április 9.) horvát labdarúgó, jelenleg az AS Monaco FC középpályása.
A horvát labdarúgó-válogatottban 2002 óta 54 mérkőzésen szerepelt és 2 gólt szerzett.

## Pályafutása
Leko karrierje 2000-ben kezdődött a Dinamo Zagreb-ban. A Maksimiri időkben érezte jól magát és Jerko az NK Sesvete-be igazolt. A Dinamo-ban a 2001–2002-es idényben lett állandó tag a kezdőcsapatban, hozzásegítette őket a Horvát Kupa elnyeréséhez is, a döntőben a Varteks ellen gólt is szerzett, valamint megválasztották a Mérkőzés játékosának. 2002-ben igazolt akkor klubrekordnak számító 4 millió euróért a Dinamo Kijivhez. Első ukrajnai szezonjában a Kijevvel bajnokságot és kupát nyert, Leko 18 alkalommal játszott. 2006. június 4-én, ingyen igazolt az AS Monaco csapatához.

### Válogatott
Leko 2002-ben, Magyarország ellen mutatkozott be a horvát válogatottban, azonban a 2002-es világbajnokság horvát keretében még nem szerepelt. A 2004-es Európa-bajnokság selejtezőjében Belgium ellen gólt szerzett, és ott volt az Európa-bajnokságon is, de a tornán csak 22 perc játéklehetőséget kapott. Játszott a 2006-os világbajnokságon is, Brazília és Ausztrália ellen lépett pályára csereként. Benne volt a 2008-as Európa-bajnokság horvát keretében.